# Togger
Pour plus de détails, voir Fiche technique et Distribution.
Togger est un film allemand réalisé par Jürgen von Alten sorti en 1937.
Il s'agit d'un film de propagande nazie contre l'Überfremdung (de) (influence de l'étranger) et la presse indépendante et démocrate.

## Synopsis
Pendant la République de Weimar, le Konzern international Reuler mène une politique d'acquisition agressive en Allemagne. L'industrie domestique est de plus en plus entre les mains de sinistres géants économiques, personne ne semble s'opposer à cette menace de la "domination étrangère". Une seule personne est prêt à mener la lutte : Togger, le rédacteur en chef du journal Der Neue Tag (Le Jour nouveau). Il a à ses côtés une personne influente que l'on connaît seulement sous le nom de "Lux". Reuler cherche à savoir sa véritable identité, en vain. Peter Geis, le confrère de Siebenstädter Boten n'y arriva pas non plus. Lors d'un accident de voiture, Togger fait la connaissance de Hanna Breitenbach. Elle est la fille du chef de Der Neue Tag, le professeur Breitenbach, et aussi Lux.
Reuler tente par tous les moyens de briser Der Neue Tag. Il pousse les traducteurs à faire une grève que Togger désamorce. On tente alors de cerner la femme à côté de Rudolf Breitenbach, le copropriétaire et directeur de la publication, pour l'influencer. Maria da Costa, diva, fait faire à Breitenbach de grandes dépenses comme le financement d'une revue. Il cède ainsi à un accord avec Reuler. Avec la spéculation, on s'en prend aux actionnaires de Der Neue Tag et ruine la famille Breitenbach. Puis l'usine du fournisseur de papier du journal subit un incendie. Finalement Der Neue Tag est acheté par Reuler.
Entre-temps, Geis s'est rallié au combat de Togger et Hanna contre les machinations de Reuler. La première mesure des nouveaux propriétaires du journal est l'éviction de Togger. Le frère de Rudolf, le professeur Breitenbach, perd aussi son fauteuil de directeur. Alors que Hanna va continuer à se battre avec Togger, en dépit de leur amour grandissant pour Peter, Geis publie dans Siebenstädter Boten des articles s'attaquant à Reuler. Lors d'une conférence de presse, Peter Geis prend clairement position en faveur de Togger et de son travail contre Reuler. Le pouvoir politique doit accepter la vérité que montre Togger. À ce moment, les nazis prennent le pouvoir.
Les circonstances prennent soudain un revirement complet. Le nouveau régime met fin aux activités de Reuler, un homme est accusé d'incendie volontaire. Un autre collaborateur de Reuler est arrêté à Berlin. Togger est de nouveau rédacteur en chef de Der Neue Tag, Peter Geis trouve avec Hanna un nouvel amour.

## Fiche technique
- Titre : Togger
- Réalisation : Jürgen von Alten assisté de
- Scénario : Walter Forster (de), Heinz Bierkowski
- Musique : Harold M. Kirchstein (en)
- Direction artistique : Gustav A. Knauer (de), Alexander Mügge
- Costume : Manon Hahn
- Photographie : Reimar Kuntze
- Son : Hans Ruetten
- Montage : Roger von Norman (de)
- Production : Curt Prickler (de)
- Sociétés de production : Minerva-Tonfilm (de)
- Société de distribution : Tobis-Sascha Film-Vertrieb
- Pays d'origine :  Reich allemand
- Langue : allemand
- Format : Noir et blanc - 1,37:1 - Mono - 35 mm
- Genre : Propagande
- Durée : 99 minutes
- Dates de sortie :
  -  Reich allemand : 12 février 1937.

## Distribution
- Paul Hartmann : Togger
- Renate Müller : Hanna Breitenbach
- Mathias Wieman : Peter Geis
- Heinz Salfner (en) : Prof. Breitenbach
- Paul Otto : Rudolf Breitenbach
- Hilde Seipp (en) : Maria de Costa
- Fritz Odemar : Mariano
- Ernst Waldow : L'agent Rakovicz
- Fritz Rasp : Dublanc
- Ursula Herking : La serveuse Fiffi
- Volker von Collande (en): Hallmann, un rédacteur
- Carl Auen : L'inspecteur
- Walter Franck (de) : Berg, un rédacteur
- Karl Hellmer : Polle, un rédacteur
- Franz Wilhelm Schröder-Schrom : Wölfer, un rédacteur
- Maria Krahn : Mme Hollin, la secrétaire
- Hans Meyer-Hanno : Hetzer
- Paul Westermeier : Un secouriste
- Ernst Dernburg : Le directeur de publication
- Eduard Bornträger (en) : Le journaliste culturel
- Angelo Ferrari: Le journaliste italien
- Karl Hannemann (en) : L'adjoint du groupe
- Viggo Larsen : Le journaliste à la conférence des ministres
- Klaus Pohl : Un ouvrier d'imprimerie
- Arthur Reppert (de) : Un ouvrier
- André Saint-Germain : Le journaliste français
- Illo Gutschwager (de) : Le chauffeur de taxi
- Walter Werner (de) : Le père Andreas
- Wolfgang Staudte : Le meneur de la grève
- Otz Tollen : Le rédacteur économique
- Michael von Newlinski (de) : Un journaliste
- Oskar Höcker (de) : Le typographe

## Source de la traduction
- (de) Cet article est partiellement ou en totalité issu de l’article de Wikipédia en allemand intitulé « Togger » (voir la liste des auteurs).